# Zawisłocze (Przedmieście Czudeckie)
Zawisłocze – przysiółek wsi Przedmieście Czudeckie w Polsce w województwie podkarpackim, w powiecie strzyżowskim, na terenie gminy Czudec.
W latach 1975–1998 Zawisłocze należało administracyjnie do województwa rzeszowskiego.